# Amphissa versicolor
Amphissa versicolor là một loài ốc biển nhỏ thuộc họ Columbellidae. Đây là loài bản địa của vùng miền đông Thái Bình Dương.